# Vòng loại Giải vô địch bóng đá nữ thế giới 2015 (Vòng sơ loại UEFA)
Vòng loại Giải vô địch bóng đá nữ thế giới 2015 khu vực châu Âu là giải đấu vòng loại do UEFA tổ chức để chọn ra đại diện tham dự Giải vô địch bóng đá nữ thế giới 2015.
Tám đội tuyển có thứ hạng thấp nhất tham dự vòng sơ loại và được chia ra thành hai bảng bốn đội. Hai đội tuyển đứng nhất ở mỗi bảng sẽ tiến vào vòng tiếp theo, nơi họ sẽ tranh tài với ba mươi tám đội tuyển còn lại. Lễ bốc tham chia bảng được tổ chức ngày 18 tháng 12 năm 2012. Malta và Litva là các đội hạt giống, đồng thời cũng là chủ nhà của mỗi bảng. Các trận đấu diễn ra từ 4 tới 9 tháng 4 năm 2013.

## Tiêu chí xếp hạng
Nếu có nhiều hơn hai đội bằng điểm, các tiêu chí so sánh sau sẽ được áp dụng:
1. Số điểm giữa các đội bằng điểm trong các lần đối đầu trực tiếp;
2. Hiệu số bàn thắng giữa các đội bằng điểm trong các lần đối đầu trực tiếp;
3. Số bàn thắng ghi được giữa các đội bằng điểm trong các lần đối đầu trực tiếp;
4. Hiệu số bàn thắng bại trong tất cả các trận vòng bảng;
5. Số bàn thắng ghi được trong tất cả các trận vòng bảng;
6. Nếu chỉ có hai đội bằng nhau ở tất cả các tiêu chí 1–5, và hai đội đó hòa nhau trong trận cuối cùng vòng bảng (tức là cùng có mặt trên sân sau khi 90 phút thi đấu chính thức khép lại) thì hai đội đó sẽ bước vào loạt luân lưu (không được áp dụng nếu có nhiều hơn hai đội bằng điểm).
7. Vị trí theo Hệ số UEFA;

Múi giờ địa phương CEST (UTC+02:00).

## Bảng A
| VT | Đội        | ST | T | H | B | BT | BB | HS | Đ | Giành quyền tham dự |   |     |     |     |     |
| -- | ---------- | -- | - | - | - | -- | -- | -- | - | ------------------- | - | --- | --- | --- | --- |
| 1  | Malta (H)  | 3  | 2 | 1 | 0 | 9  | 1  | +8 | 7 | Vòng bảng           |   | —   | —   | —   | 6–0 |
| 2  | Albania    | 3  | 2 | 1 | 0 | 5  | 2  | +3 | 7 | Vòng bảng           |   | 1–1 | —   | 2–0 | —   |
| 3  | Latvia     | 3  | 0 | 1 | 2 | 0  | 4  | −4 | 1 |                     |   | 0–2 | —   | —   | —   |
| 4  | Luxembourg | 3  | 0 | 1 | 2 | 1  | 8  | −7 | 1 |                     | — | 1–2 | 0–0 | —   |     |

| Albania  | 1–1     | Malta      |
| -------- | ------- | ---------- |
| Curo 76' | Báo cáo | Theuma 80' |

| Luxembourg | 0–0     | Latvia |
| ---------- | ------- | ------ |
|            | Báo cáo |        |

| Albania                 | 2–0     | Latvia |
| ----------------------- | ------- | ------ |
| Memedov 17' · Velaj 41' | Báo cáo |        |

| Malta                                                                                | 6–0     | Luxembourg |
| ------------------------------------------------------------------------------------ | ------- | ---------- |
| Carabott 12' · Theuma 25' (ph.đ.), 61' · Cuschieri 28' · Xuerreb 29' · Buttigieg 50' | Báo cáo |            |

| Luxembourg | 1–2     | Albania                 |
| ---------- | ------- | ----------------------- |
| Maurer 45' | Báo cáo | Jashari 16' · Velaj 69' |

| Latvia | 0–2     | Malta                        |
| ------ | ------- | ---------------------------- |
|        | Báo cáo | Theuma 45+1' · Cuschieri 83' |

## Bảng B
| VT | Đội            | ST | T | H | B | BT | BB | HS | Đ | Giành quyền tham dự |     |   |     |     |     |
| -- | -------------- | -- | - | - | - | -- | -- | -- | - | ------------------- | --- | - | --- | --- | --- |
| 1  | Quần đảo Faroe | 3  | 2 | 1 | 0 | 6  | 4  | +2 | 7 | Vòng bảng           |     | — | 3–3 | 2–1 | —   |
| 2  | Montenegro     | 3  | 1 | 2 | 0 | 6  | 4  | +2 | 5 | Vòng bảng           |     | — | —   | —   | 1–1 |
| 3  | Gruzia         | 3  | 1 | 0 | 2 | 5  | 7  | −2 | 3 |                     |     | — | 0–2 | —   | 4–3 |
| 4  | Litva (H)      | 3  | 0 | 1 | 2 | 4  | 6  | −2 | 1 |                     | 0–1 | — | —   | —   |     |

| Quần đảo Faroe                     | 3–3     | Montenegro                  |
| ---------------------------------- | ------- | --------------------------- |
| H. Sevdal 49', 76' · Magnussen 51' | Báo cáo | Vukčević 18', 66' · Kuć 59' |

| Gruzia                                             | 4–3     | Litva                                       |
| -------------------------------------------------- | ------- | ------------------------------------------- |
| Pasikashvili 32', 85' · Chkonia 39' · Matveeva 60' | Báo cáo | Vanagaitė 9' · Bložytė 17' · Mažukelyte 82' |

| Gruzia | 0–2     | Montenegro          |
| ------ | ------- | ------------------- |
|        | Báo cáo | Vukčević 38', 90+4' |

| Litva | 0–1     | Quần đảo Faroe |
| ----- | ------- | -------------- |
|       | Báo cáo | Andreasen 61'  |

| Quần đảo Faroe     | 2–1     | Gruzia          |
| ------------------ | ------- | --------------- |
| H. Sevdal 38', 73' | Báo cáo | Chichinadze 47' |

| Montenegro   | 1–1     | Litva           |
| ------------ | ------- | --------------- |
| Vukčević 60' | Báo cáo | Vanagaitė 90+1' |

## Những người ghi bàn
5 bàn
- Marija Vukčević

4 bàn
- Dorianne Theuma
- Heidi Sevdal

2 bàn
- Furtuna Velaj
- Nino Pasikashvili
- Sonata Vanagaitė
- Rachel Cuschieri

1 bàn
- Ellvana Curo
- Suada Jashari
- Dafina Memedov
- Lela Chichinadze
- Khatia Chkonia
- Tatiana Matveeva
- Raimonda Bložytė
- Rita Mažukelyte
- Sophie Maurer
- Nicole Buttigieg
- Ylenia Carabott
- Emma Xuerreb
- Armisa Kuć
- Rannvá Andreasen
- Íðunn Magnussen